# Sfântul Servatius
Sfântul Servatius (n. secolul al IV-lea d.Hr., Armenia – d. 13 mai 384 d.Hr., Maastricht, Țările de Jos) a fost primul episcop de Maastricht. În Evul Mediu numele său a cunoscut o largă răspândire, iar sărbătoarea sa, pe 13 mai, s-a bucurat de mare popularitate.

## Galerie de imagini

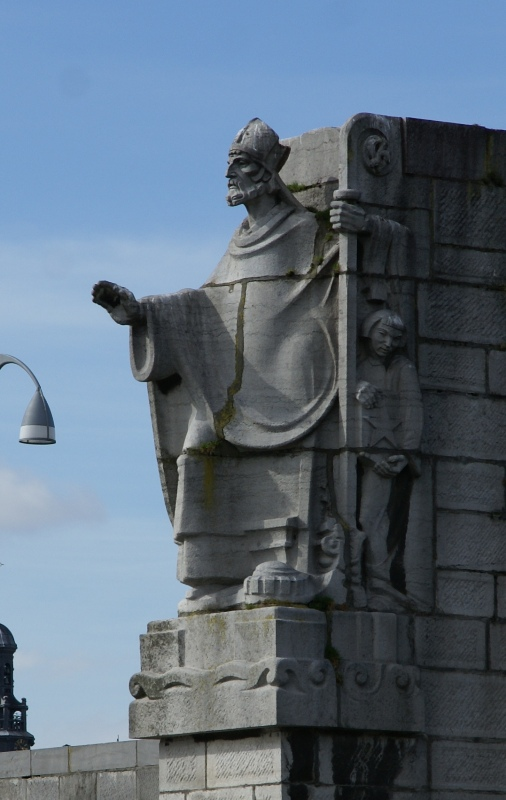
Statuia Sfântului Servatius din Maastricht